# Idah (Stadt)
Idah ist eine nigerianische Stadt im Bundesstaat Kogi, Nigeria. Sie liegt auf einer Sandsteinklippe am Ostufer des Flusses Niger in der Middle-belt-Region von Nigeria. Sie ist die traditionelle Hauptstadt des Königreichs Igala und der Local Government Area Idah. 2016 lebten in Idah 67.703 Menschen.  Die Bevölkerung besteht hauptsächlich aus Igala.

## Geschichte
Idah war die traditionelle Hauptstadt des Königreichs Igala, das im Westen durch den Fluss Niger eine natürliche Grenze zum Königreich Benin hatte. An der Spitze des Königreichs stand der Attah (König). Eine vom Oliha, dem Oberhaupt des Hofstaats des Königreichs Benin, angezettelte Intrige führte zu dessen Demütigung durch den Oba (König) Esigie von Benin. Daraufhin überredete der Oliha den Attah von Idah Benin anzugreifen. Bei Verteidigung und Gegenangriff in den Jahren 1515/16 stützte sich Esigie auf portugiesische Soldaten und ihre Kanonen wie auch die Hilfe seiner Mutter Idia und konnte so die kriegerischen Auseinandersetzungen, genannt Idah-Krieg, für sich entscheiden. Der portugiesische Entdecker Joâo Afonso d’Aveiro hatte die Waffen bei seinem ersten Besuch Benins in den Jahren 1485/6 mitgebracht. Das Königreich Igala war nach der Niederlage dem Königreich Benin Tribut-pflichtig.

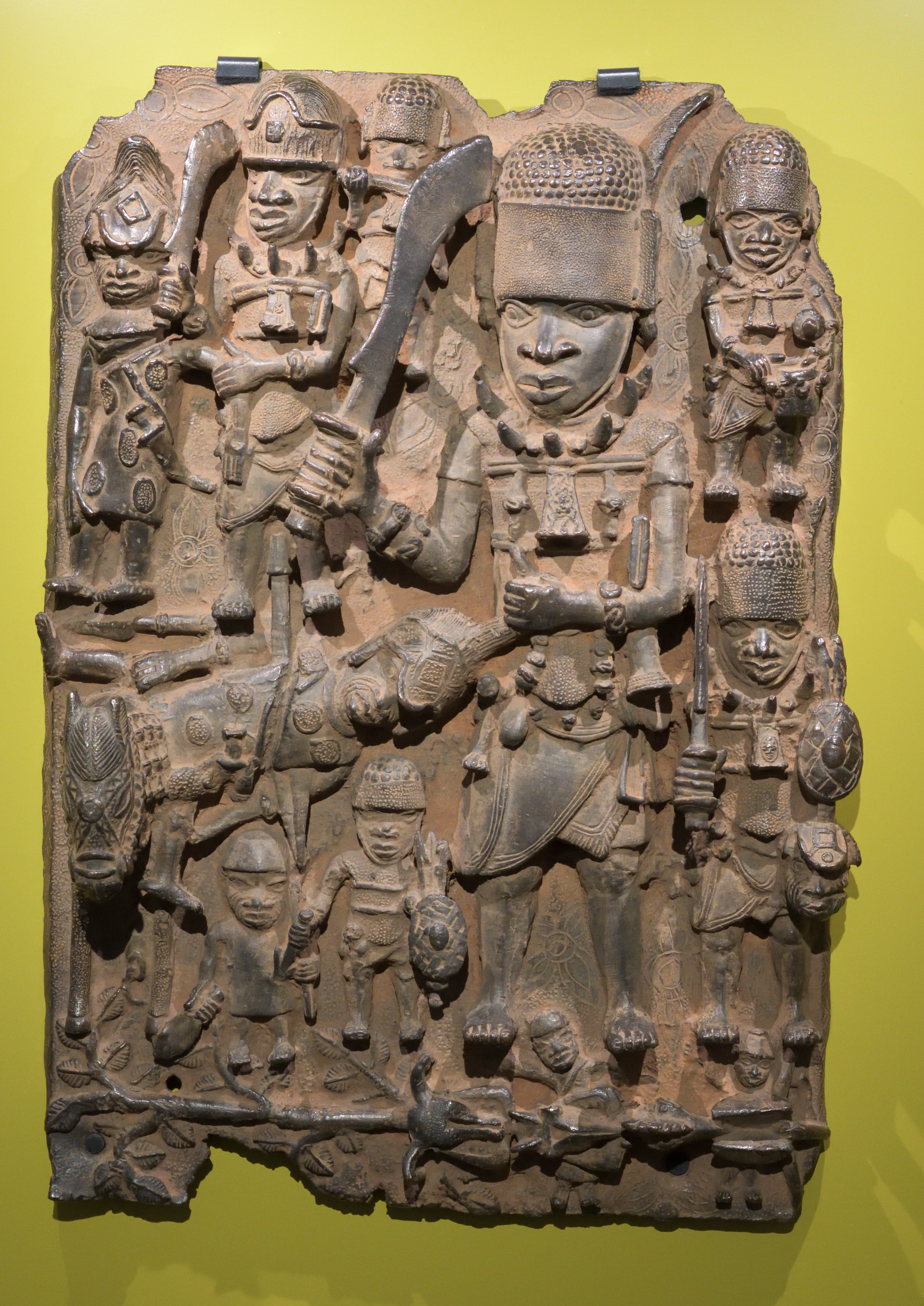
Gelbguss-Reliefplatte mit Szene des Idah-Krieges. Der Kriegsherr mit erhobenen Schwert in der rechten Hand, zieht mit der linken den feindlichen König (vermutlich Attah von Idah) vom Pferd. Königreich Benin, 16./17. Jahrhundert.

Im 19. Jahrhundert war Idah ein wichtiger Fischereihafen, der von einheimischen und ausländischen Händlern frequentiert wurde. Mit Europäern wurde mit Palmöl und -kernen sowie Kautschuk gehandelt, während mit den Igbo südlich von Idah Grundnahrungsmittel, Baumwolle, gewebte Stoffe, Pferde und anderes Vieh, Töpfe und Messer die wesentlichen Handelsgüter waren. Die Igala übten eine strenge Kontrolle über den Handel am unteren Niger nördlich von Idah aus. So durften oberhalb des Hafens keine Igbo-Boote verkehren.

Idah in den 1920er Jahren, aus Fotosammlung des Colonial Office
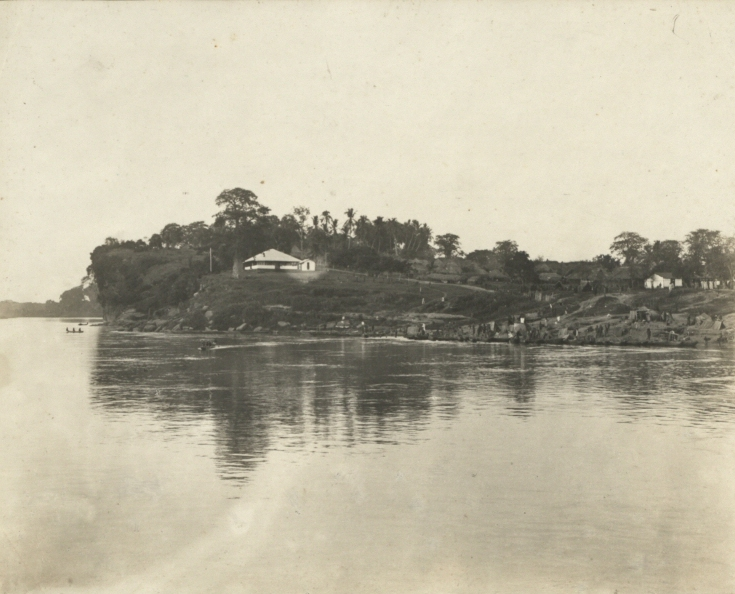
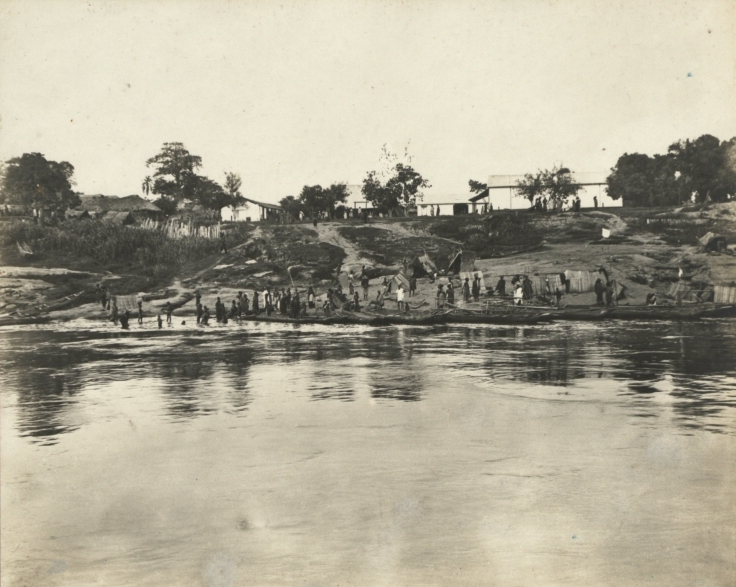

## Wirtschaft und Infrastruktur
Idah verfügt über Handelswege am Fluss Niger, die Lokoja im Norden des Bundesstaats Kogi mit Onitsha im Bundesstaat Anambra im Süden und Agenebode im Bundesstaat Edo auf der anderen Seite des Niger im Westen verbinden. Die Stadt ist ein wichtiges Handelszentrum am Fluss, wo Palmenprodukte, Süßkartoffeln, Maniok, Reis und Fisch gehandelt wird. Weitere lokale Wirtschaftszweige sind die Landwirtschaft sowie die Herstellung von Kanus, Fischernetzen und Seife neben Kunsthandwerk und Baumwollweberei. In der Nähe von Idah gibt es zudem Kalksteinvorkommen.
In Idah befindet sich ein Außenposten der nigerianischen Marine namens Nigeria Navy Ship Lugard.
In Idah gibt es mehrere Hochschulen: die technische Hochschule Federal Polytechnic Idah (seit 1977) und die Kogi State College of Health Sciences & Technology (KSCHST). Außerdem gibt es ein Krankenhaus.

## Klima
In Idah ist die Regenzeit drückend und bewölkt, die Trockenzeit schwül und teilweise bewölkt. Im Laufe des Jahres schwankt die Temperatur typischerweise zwischen 19 °C und 33 °C und liegt selten unter 15 °C oder über 36 °C.

## Religion
Die vorherrschende Religion in Idah ist der Islam. Seit den 1860er Jahren sind christliche Missionare unter den Igala aktiv.